# Tellecey
Tellecey település Franciaországban, Côte-d’Or megyében. Lakosainak száma 142 fő (2022. január 1.). Tellecey Cirey-lès-Pontailler, Longchamp, Binges, Chambeire, Lamarche-sur-Saône és Remilly-sur-Tille községekkel határos.

## Népesség
A település népessége az elmúlt években az alábbi módon változott:
| Lakosok száma | 59   | 68   | 108  | 128  | 144  | 146  | 141  | 141  | 141  | 142  |
|               | 1968 | 1982 | 1990 | 2006 | 2013 | 2015 | 2017 | 2019 | 2020 | 2022 |